# Yakuza 4
Yakuza 4, chamado no Japão de Ryū ga Gotoku 4: Densetsu wo Tsugumono (龍が如く4 伝説を継ぐもの) é um jogo eletrônico de ação e aventura desenvolvido e publicado pela Sega para PlayStation 3 em 2010. Quarto jogo principal da série Yakuza, ele foi lançado no Japão em 18 de março de 2010 e na América do Norte e Europa em março de 2011.
Uma versão remasterizada foi lançada para PlayStation 4 em 17 de janeiro de 2019 no Japão e em 29 de outubro de 2019 no resto do mundo como parte da Yakuza Remastered Collection. Portes dessa versão para Microsoft Windows e Xbox One foram lançados mundialmente em 28 de janeiro de 2021. Uma sequência, Yakuza 5, foi lançada em 2012.

## Jogabilidade
Os minijogos disponíveis em Yakuza 4 são pachinko, pesca, onsen, tênis de mesa, hanafuda e karaokê, incluindo duetos com personagens não jogáveis. Em Haruka's Trust, o jogador deve aumentar o nível de confiança de Haruka. Cada personagem principal tem um jogo secundário ou objetivo que deve ser completado, e muitos jogos secundários estão relacionados a troféus.
Cada personagem tem seu próprio estilo de luta e movimentos especiais, já que seus formatos de corpo são diferentes. Kiryu foca em ataques poderosos de Caratê e Boxe, Akiyama prefere ataques rápidos de Taekwondo, Saejima é melhor com ataques de agarramento de Luta e Tanimura usa menobras defensivas de Aikido e Jiu-jitsu que aprendeu durante seu tempo na academia de polícia.

## Desenvolvimento

### Locação

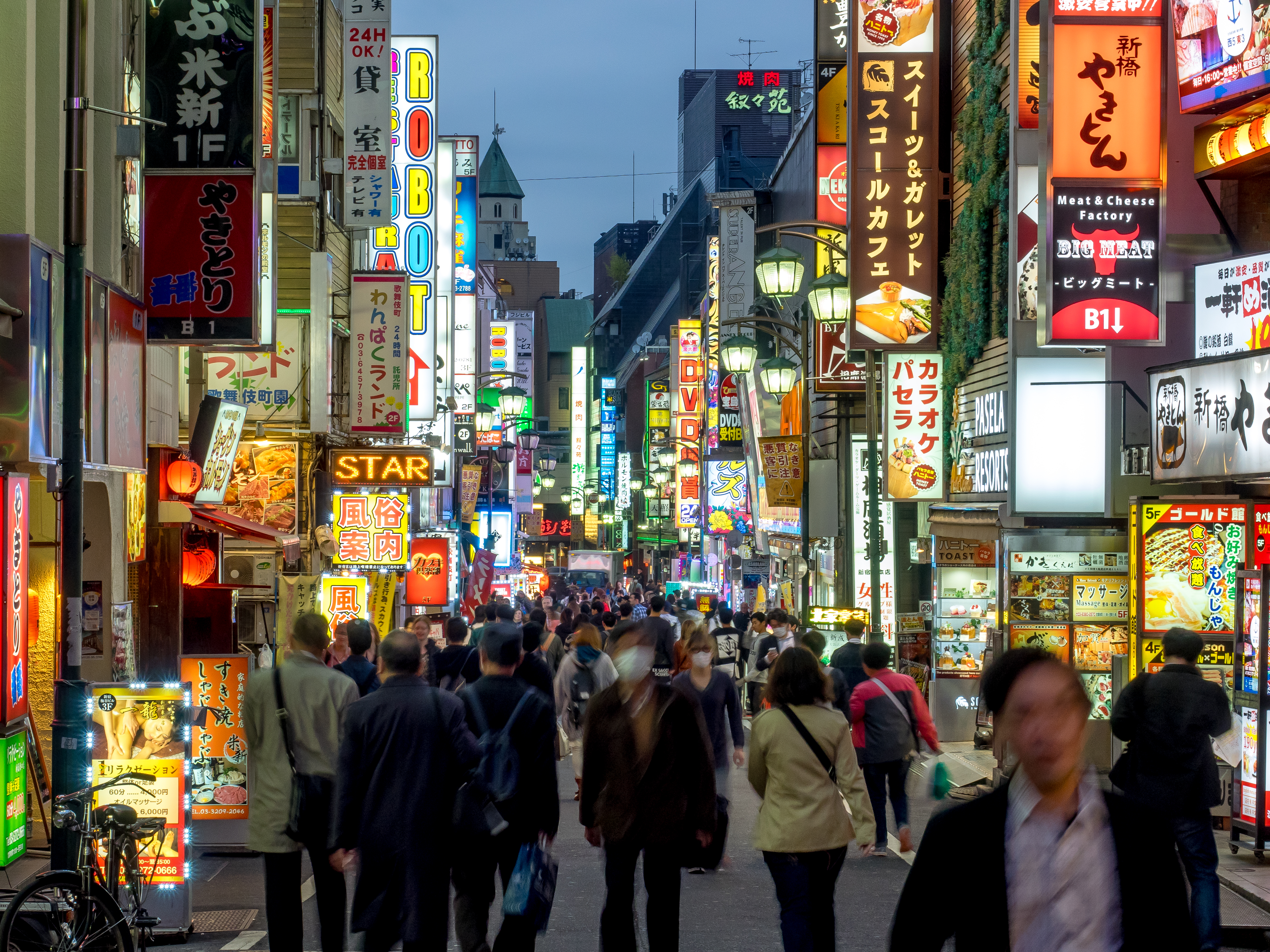
Kamurocho, distrito fictício presente desde o primeiro jogo e locação principal de Yakuza 4, é baseado em Kabukichō, Tóquio (na foto)

Bem como no primeiro jogo da série, a maior parte da história se passa em Kamurocho, uma versão fictícia do distrito de luz vermelha Kabukichō de Tóquio. Três locações foram adicionadas desde Yakuza 3: uma área de topos de prédios que engloba uma grande parte da cidade, as ruas de trás de Kamurocho, conhecidas como Rojiura (路地裏), e uma terceira área conhecida como o subterrâneo, ou Chika (地下), que inclui os esgotos, estacionamento e fliperamas de centros comerciais da cidade. O nome completo da área subterrânea é Kamuchika (カムチカ), forma encurtada de Kamuro Chika (カムロ チカ, lit. "Subterrâneo de Kamuro").

### Personagens
Yakuza 4 tem três novos protagonistas além de Kazuma Kiryu, o personagem principal desde o primeiro jogo da série; Masayoshi Tanimura, Shun Akiyama e Taiga Saejima. Outros novos personagens incluem Junji Sugiuchi, um detetive do Departamento da Polícia Metropolitana de Tóquio; Hiroaki Arai, um yakuza do clã Tojo; Seishirō Munakata, um policial de alto escalão e uma mulher chamada Lily. Personagens que voltam a aparecer em Yakuza 4 depois de aparecerem em um jogo anterior da série incluem Haruka Sawamura, Goro Majima, Makoto Date, Daigo Dojima e Goh Hamazaki.

### Dublagem
Todos os personagens presentes em Yakuza 3 mantiveram seus dubladores originais em Yakuza 4. Takaya Kuroda reprisa seu papel como Kazuma Kiryu, que desempenhou desde o primeiro jogo da franquia.
| - Takaya Kuroda como Kazuma Kiryu - Hiroki Narimiya como Masayoshi Tanimura - Kōichi Yamadera como Shun Akiyama - Rikiya Koyama como Taiga Saejima - Kenichi Endō como Junji Sugiuchi - Ikki Sawamura como Hiroaki Arai - Kinya Kitaoji como Seishirō Munakata | - Maju Ozawa como Lily - Rie Kugimiya como Haruka Sawamura - Hidenari Ugaki como Goro Majima - Kazuhiro Yamaji como Makoto Date - Satoshi Tokushige como Daigo Dojima - George Takahashi como Goh Hamazaki |

### Trilha sonora
A canção tema da versão japonesa, tocada durante da um vídeo introdutório quando iniciando o jogo, é "Butterfly City", do artista japonês de hip-hop Zeebra, com participação de Ryo the Skywalker e Mummy D., com música de DJ Hasebe (também conhecido como Old Nick). O videoclipe, publicado no canal do YouTube da Ariola Japan, revelou que o cantor de R&B Double colaborou com vocais para a canção. Um CD contendo a canção foi lançado pela Ariola Japan em 17 de março de 2010, simultaneamente com uma versão especial que incluía um DVD bônus com o videoclipe e tinha uma arte de capa alternativa com Kiryu.
A trilha sonora completa do jogo foi lançada em 24 de março de 2010 e dividida entre dois volumes, Ryū ga Gotoku 4 Densetsu wo Tsugomono Original Soundtrack Vol.1 e Ryū ga Gotoku 4 Densetsu wo Tsugomono Original Soundtrack Vol.2. Esse último inclui canções que aparecem no minijogo de karaokê, tanto solos quanto duetos. A música do jogo foi composta por Hidenori Shoji, Kenichi Tokoi, Yuri Fukuda, Yoshio Tsuru, Mitsuharu Fukuyama, Yasuhiro Takagi, Yuichi Kanatani, Chihiro Aoki, Takashi Izeki, Takahiro Kai e Minako Seki.

## Recepção
Yakuza 4 foi recebido de forma majoritariamente positiva pela crítica, com uma nota agregada de 78 de 100 no agregador de críticas Metacritic, indicando "análises geralmente positivas". O jogo recebeu um "Prêmio por Excelência" no Japan Game Awards de 2010, e uma nota de 38 de 40 da Famitsu. A GameSpot descreveu o jogo como "positivamente explodindo com outras coisas para fazer," e afirmou que a história "se beneficia muito com seu foco em quatro heróis diferentes," apesar de notar que ela "nem sempre é contada de uma forma interessante." Apesar de a variedade de atividades a se realizar em Kamurocho e a profundidade do sistema de batalha do jogo terem sido elogiadas, os gráficos datados e forma desinteressante de narrativa foram alvos de crítica. Diego Borges, escrevendo para a TechTudo, considerou os gráficos "muito simples e granulados", afirmando que lembram jogos de consoles de sexta geração. Pelo lado positivo, o redator elogiou o sistema de combate "interessante" e os minijogos "viciantes, bem como um "enredo bem elaborado".
Em sua primeira semana de venda no Japão, Yakuza 4 vendeu 384.000 unidades. Até o fim de março de 2010, o jogo tinha vendido 560.000 unidades no país.

## Lançamentos
Yakuza 4 foi anunciado pela primeira vez em 24 de julho de 2009. No Tokyo Game Show e 2009, a Sega apresentou um vídeo promocional do jogo.
De forma similar ao feito em Yakuza 3, uma demo de Yakuza 4 foi disponibilizada na PlayStation Store japonesa em 5 de março de 2010, com o lançamento do jogo completo ocorrendo no país em 18 de março de 2010. Na América do Norte e Europa, seu lançamento ocorreu em 15 de março de 2011 e 18 de março de 2011, respectivamente.

### Yakuza 4 Remastered
Yakuza 4 recebeu uma versão remasterizada em full HD para PlayStation 4, lançada em 17 de janeiro de 2019 no Japão e em 29 de outubro de 2019 no resto do mundo. Essa versão também foi vendida com remasterizações de Yakuza 3 e Yakuza 5 na coleção Yakuza Remastered Collection, lançada em 11 de fevereiro de 2020.
Em 28 de janeiro de 2021, Yakuza 4 Remastered foi lançado para Microsoft Windows e Xbox One por meio da Yakuza Remastered Collection.